# Anggello Machuca
Anggello Marcial Machuca (* 14. September 1984 in Paraguay) ist ein paraguayischer Fußballspieler.

## Karriere
Seinen ersten Vertrag unterschrieb Anggello Machuca beim paraguayischen Club Club Olimpia, einem Verein, der in der Hauptstadt Asunción beheimatet ist. 2006 ging er in die Vereinigten Staaten und spielte kurzzeitig beim FC New York. Im gleichen Jahr wechselte er nach Moldawien. Hier spielte er in Bălți für FC Zaria Bălți und in Tiraspol für CS Tiligul-Tiras Tiraspol. 2008 wechselte er nach Ungarn, wo er sich FC Tatabánya anschloss. 2009 ging er wieder in seine Heimat Paraguay und spielte für CD Caaguazú, Club Cerro Porteño und CA San Lorenzo de Almagro. 2010 zog es ihn nach Asien. Hier unterschrieb er in Thailand einen Vertrag beim Erstligisten BEC–Tero Sasana FC. Nach nur einer Saison ging er nach Vietnam und unterzeichnete einen Vertrag bei Hà Nội T&T, einem Verein, der in der Hauptstadt Hanoi beheimatet ist. 2012 ging er wieder nach Thailand um in der dritten Liga bei Paknampho NSRU FC zu spielen. 2013 ging er zum Ligakonkurrenten Chiangmai FC. Mit dem Verein stieg er in die zweite Liga, der Thai Premier League Division 1 auf. 2015 wechselte er zum Erstligisten Navy FC nach Sattahip. Hier wurde er zum Publikumsliebling. 2017 wechselte er ca. 30 Kilometer weiter zum Zweitligisten Rayong FC. Nach der Hinserie 2017 unterschrieb er einen Vertrag beim Viertligisten JL Chiangmai United FC. Mit dem Verein stieg er 2017 in die dritte Liga, und 2018 in die Zweite Liga auf. Ende 2019 wurde sein Vertrag nicht verlängert. Anfang 2020 verpflichtete ihn der Drittligist Chiangrai City FC aus Chiangrai. Mit Chiangrai spielte er zweimal in der dritten Liga, der Thai League 3, in der Upper Region. Im August 2020 wechselte er zum Drittligisten Raj-Pracha FC nach Bangkok. Mit Raj-Pracha spielt er in der Lower Region. Am Ende der Saison wurde er mit Raj-Pracha Vizemeister der Western Region. In den Aufstiegsspielen zur zweiten Liga belegte man den dritten Platz und stieg somit in die zweite Liga auf. Am Ende der Saison 2021/22 wurde sein Vertrag nicht verlängert.

## Erfolge
JL Chianmai United FC
- Thai League 4 – North: 2017  ▲
- Thai League 3 – Upper: 2018  ▲

Raj-Pracha FC
- Thai League 3 – West: 2020/21 (2. Platz)
- Thai League 3 – National Championship: 2020/21 (3. Platz)  ▲